# Latter Days
Latter Days (tj. Poslední dny) je americký hraný film režiséra Jaye Coxe z roku 2003, který pojednává o milostném vztahu mladého mormona a číšníka. V České republice byl film uveden v roce 2006 na filmovém festivalu Febiofest.

## Děj
Do Los Angeles přijíždí z Pocatello v Idaho na svou povinnou misii mladý mormon Aaron. Spolu s dalšími mladými misionáři si pronajmou bydlení, v jehož sousedství bydlí Christian se svou kamarádkou Julií. Chris pracuje v restauraci a je gay. Je mladý, sexy a velmi povrchní a volný čas tráví sexem s náhodnými partnery a na párty. Se svými kolegy v restauraci uzavře sázku, že některého z mormonů svede. Všímá si především hezkého Aarona. Téměř se mu to podaří, ale Aarona odpuzuje Christianova povrchnost. Ten začne pochybovat o svém životním stylu a zjistí, že se do Aarona zamiloval. Dokonce se zapojí do charitativního projektu roznášky jídla nemocným AIDS, jako jeho kolega Andrew z práce.
Při jedné z výprav po městě se Aaron u nemocnice seznámí s Lilou Montagne, majitelkou restaurace, kde pracuje Christian. Aaronova kolegu Paula srazí s kola automobil. Christian mu pomáhá. Přitom Aarona políbí. Vyruší je však ostatní misionáři a Aaron je vyloučen z misie a poslán domů k rodičům. Christian to zjistí až druhý den ráno. Od mormona se doví, že má na letišti v Salt Lake City 5 hodin na přestup. Rozhodne se za ním odletět. Setká se s ním v letištní hale. Protože je letiště uzavřeno kvůli sněhové bouři, stráví spolu intimní noc v letištním hotelu. Když se Christian ráno probudí, zjistí, že Aaron již odletěl. Doma je Aaron exkomunikován z církve, otec se s ním odmítá stýkat. Po hádce s matkou si podřízne tepny.
Christian se pokouší telefonicky kontaktovat Aarona. Dovolá se jen jeho matce, která jej obviní, že kvůli němu ztratila syna. Christian je otřesen a upadá do hluboké letargie. Po čase se rozhodne navštívit Aaronovu matku a vrátit jí hodinky, které Aaron ztratil v hotelovém pokoji. Aaron je mezitím po neúspěšné sebevraždě uzavřen do léčebny, kde je léčen z homosexuality. Aaron ústav opustí a odjede do Los Angeles. V Christianově bytě však najde jen cizího muže. Jelikož nemá kam jít, zajde do restaurace Lily Montagne aniž tuší, že zde pracuje Christian. Ten je zase přesvědčen, že Aaron spáchal sebevraždu. Nicméně se opět setkají. Film končí šťastně při společné večeři na Den díkůvzdání v Lilině restauraci.

## Postavy a obsazení
| Steve Sandvoss       | Aaron Davis        |
| Wesley Ramsey        | Christian Markelli |
| Rebekah Johnson      | Julie Taylor       |
| Amber Benson         | Traci Levine       |
| Khary Payton         | Andrew             |
| Jacqueline Bisset    | Lila Montagne      |
| Joseph Gordon-Levitt | Paul Ryder         |
| Rob McElhenney       | Harmon             |
| Dave Power           | Gilford            |
| Erik Palladino       | Keith Griffin      |
| Mary Kay Place       | Gladys Davis       |
| Jim Ortlieb          | Farron Davis       |
| Linda Pine           | Susan Davis        |

## Zajímavosti
Název filmu Letter Days vychází z oficiálního názvu mormonské církve - Církev Ježíše Krista Svatých posledních dnů neboli The Church of Jesus Christ of Latter-day Saints.

## Ocenění
Režisér Jay Cox získal v roce 2003 cenu diváků na filmovém festivalu Outfest a Philadelphia International Gay & Lesbian Film Festival a rovněž v roce 2004 cenu diváků na Toronto Inside Out Lesbian and Gay Film and Video Festivals.